# Francesco Mezzoni
Francesco Mezzoni (Roma, Italia, 24 de julio de 2000) es un futbolista italiano. Juega de lateral derecho y su club actual es el Virtus Entella de la Serie B de Italia.

## Trayectoria
Formado en la cantera del Carpi, fue convocado en el primer equipo en varias ocasiones durante las temporadas de Serie B 2016-17 y 2017-18, aunque nuca jugó.
El 31 de agosto de 2017, fichó por el Napoli, donde jugó durante dos temporadas en el Torneo Primavera y la Liga Juvenil de la UEFA, sin sumar convocaciones al primer equipo.
El 1 de agosto de 2019, fue cedido al Carrarese de la Serie C, donde hizo su debut como profesional el 24 de agosto siguiente, jugando un partido entero contra el Pontedera. En el club de Carrara totalizó 13 presencias, 8 de las cualees como titular, y 1 gol.
El 30 de enero del año siguiente fue cedido al Pontedera; aquí jugó 4 partidos (3 como titular), antes del cese de la temporada de Serie C debido a la pandemia de COVID-19.
Posteriormente, fue cedido a otros clubes de la Serie C: FeralpiSalò (septiembre de 2020), Pro Vercelli (enero de 2021), Pistoiese (agosto de 2021), Ancona (julio de 2022) y Perugia (agosto de 2023, renovado en 2024).
El 1 de julio de 2025 fichó libre por el Virtus Entella, recién ascendido a la Serie B.

## Selección nacional
Ha sido internacional con la selección de fútbol sub-18 de Italia.

## Clubes
| Club                              | País   | Año         |
| --------------------------------- | ------ | ----------- |
| Carpi F. C. 1909                  | Italia | 2016 - 2018 |
| S. S. C. Napoli                   | Italia | 2019 - 2025 |
| Carrarese Calcio 1908 (cedido)    | Italia | 2019 - 2020 |
| U. S. Città di Pontedera (cedido) | Italia | 2020        |
| FeralpiSalò (cedido)              | Italia | 2020 - 2021 |
| F. C. Pro Vercelli 1892 (cedido)  | Italia | 2021        |
| U. S. Pistoiese 1921 (cedido)     | Italia | 2021 - 2022 |
| U. S. Ancona (cedido)             | Italia | 2023 - 2023 |
| A. C. Perugia (cedido)            | Italia | 2023 - 2025 |
| Virtus Entella                    | Italia | 2025 -      |